# آقطی چینی
سمبوکاس جاوانیکا (نام علمی: Sambucus javanica) نام یک گونه از سرده آقطی است.